# کایل کیلن
کایل کیلن (انگلیسی: Kyle Killen؛ زادهٔ ) یک فیلم‌نامه‌نویس، و تهیه‌کننده تلویزیونی اهل ایالات متحده آمریکا است. وی از سال ۲۰۱۰ میلادی تاکنون مشغول فعالیت بوده‌است.